# Breil/Brigels
Breil/Brigels (rätoromanska: Breil, tyska Brigels) är en ort och kommun i regionen Surselva i kantonen Graubünden, Schweiz. Kommunen har 1 713 invånare (2023).
Breil ligger i den övre del av Surselva som kallas Cadi, och består av ett antal byar, varav de flesta ligger norr om floden Rein Anteriur (tyska Vorderrhein). Intill floden, och med järnvägsstation på Rhätische Bahn, ligger Danis-Tavanasa. 350 höjdmeter högre upp i bergen ligger orten Breil/Brigels, som är kommunens centralort. I den östra delen av kommunen ligger byarna Waltensburg/Vuorz och Andiast som tidigare var självständiga kommuner, men som inkorporerades 1 januari 2018 i kommunen Breil/Brigels. 

## Språk
Det traditionella språket är surselvisk rätoromanska, vilket alltjämt är modersmål för det stora flertalet av invånarna, och det språk som används i skolundervisning och kommunal förvaltning.

## Religion
Kyrkan i Breil är katolsk. Den reformerta minoritet som har uppstått i modern tid söker kyrka i närbelägna Mustér.

## Arbetsliv
Vintersport och vattenkraft är viktiga delar av det lokala näringslivet. Ungefär 30% av de förvärvsarbetande pendlar ut från kommunen, främst till distriktshuvudstaden Ilanz.

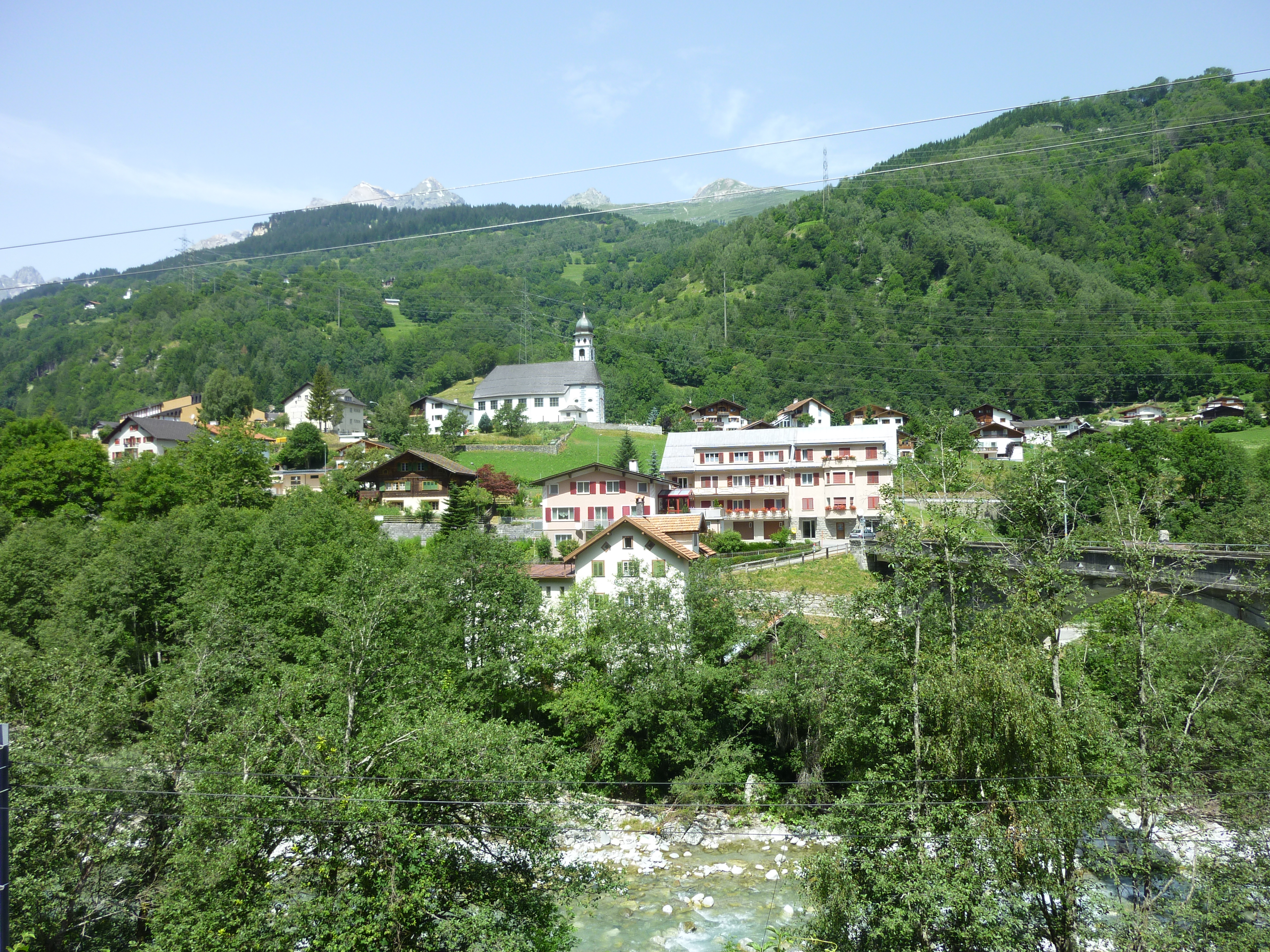
Danis